# 마미 밴 도런

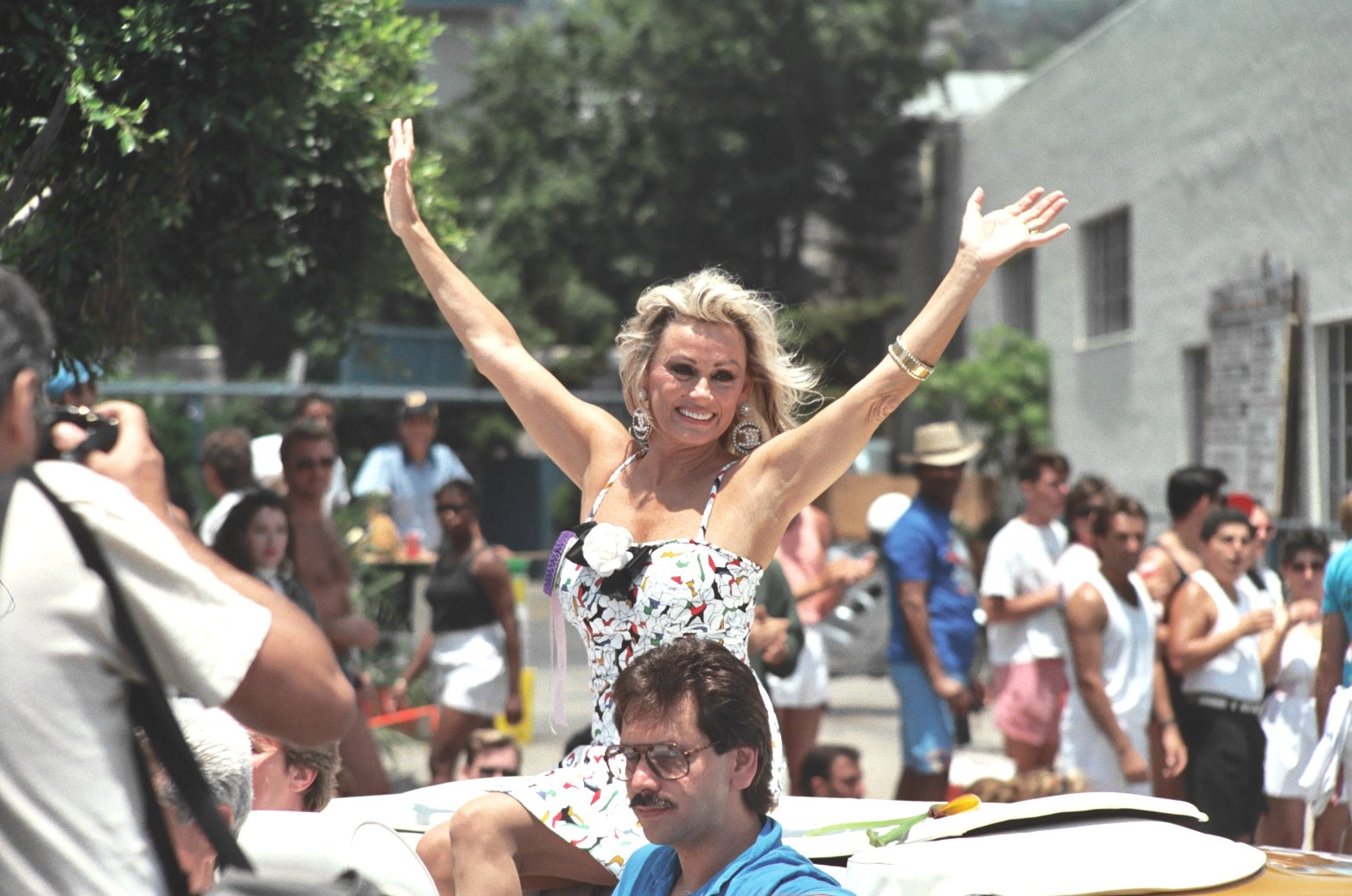

마미 밴 도런(Joan Lucille Olander, 1931년 2월 6일 ~ )는 미국의 배우, 가수, 블로거, 모델, 연극 배우, 텔레비전 배우, 영화배우이다.

## 영화
- 슬랙커즈 (2002년)
- 25만 달러를 찾아라! (1986년)
- 네이비 Vs. 나이트 몬스터 (1966년)
- 하이 스쿨 컨디덴셜! (1958년)
- 선생님의 애완 동물 (1958년)
- 카니발 록 (1957년)
- 먼지 속의 별 (1956년)
- 프란시스 조인스 더 WACS (1954년)
- 브로드웨이로 가는 두 장의 티켓 (1951년)